# Патка њорка
Патка њорка или патка црнка (лат. Aythya nyroca) средње је величине патка ронилица из Евроазије. Име врсте потиче од речи грч. aithuia, термина за непознату морску птицу помињану од стране Хесихуса и Аристотела и речи рус. nyrok, што је руско име за патку.

## Опис
Мужјак је у сезони парења крупан, тамнокестењасте боје главе, груди и бокова са контрастим светлобелим подрепком и стомаком који се види док птица лети или истеже крила на води. Женка је светлијебраон обојена у односу на мужјака. Мужјак има јаркожуто око, док су женке са браон очима.

## Станиште
Патка њорка преферира плитка отворена слатководна станишта са богатом подводном и флотантном вегетацијом са густим зидом вегетације који окружује водене површине на којима се гнезди. У неким регионима се гнезди у бракичним језерима и на влажним ливадама. Током миграције се среће на водама поред обала мора, морима унутар копна и великим и отвореним лагунама.

## Распрострањење
Ареал гнежђења иде од Пиринејског полуострва и Магреба до западне Монголије на истоку, а на југу до Арабије. Ова врста зимује на Медитерану и Црном мору, док мањи део популације одлази у подсахарску Африку долином реке Нил. У Србији се 95% националне популације среће у Војводини. Процењена величина популације се креће 680—990 гнездећих парова. Источне популације зимују у јужној и југоисточној Азији.

## Екологија
Ово је грегарна врта, мада мање дружељубива од осталих вртса патака из рода Aythya и може формирати већа јата само у регионима где је густа популација. Јата су често мешовита, па се поред осталих патака срећу ћубасте и риђоглаве патке. Од јануара креће са образовањем парова и током сезоне удварања мужјак скупља свој реп и умаче у воду и како га подиже, открива бели троугао подрепа. На местима где је честа, врста ће заузети сва заштићена подручја попут речних ада и често је удружена са галебовима. Где је ретка, гдези се појединачно и раштркано по сакривеним локацијама.
Јаја полаже од средине априла до почетка маја у гнезду на земљи, близу воде или на гнезду направљеном на флотантним биљкама у густој емерзној вегетацији. Јаја се инкубирају 25—27 дана, а период одрастања младунаца износи 55–60 дана.
Патка њорка се храни искључиво израњањем хране из воде. Једе водене биљке са мекушцима, воденим инсектима и малим рибама. Често се храни ноћу, а може и претраживати водену површину из полуронећег става, слично осталим паткама.

## Заштита
Врста је угрожена због антопогених негативних фактора који укључују затрпавање, одводњавање, загађивање и лоше управљање њеним природним стаништем. Увођење страних врста у екосистем такође доводи до пропадања станишта. Нови угрожавајући фактор представљају климатске промене, које у топлијим регионима ареала гнежђења могу изазвати суше које би се негативно одразиле на репродуктивни успех. Још једна од опасности је илегалан лов који је или резултат непрепознавања врсте или намеран лов на строго заштићену врсту. Патка њорка је обухваћена Споразумом о заштити афричко-азијских миграторних птица мочварица (AEWA). Један од успешних пројеката заштите ове врсте је укључивање свих гнездилишта у оквиру Емералд мреже заштићених подручја у Јерменији.

## Галерија
- Мужјак патке њорке
- Патка њорка
- Колаж из водича за препознавање птица
- Јаје из музејске колекције